# Polybotrya speciosa
Polybotrya speciosa là một loài thực vật có mạch trong họ Dryopteridaceae. Loài này được Schott miêu tả khoa học đầu tiên năm 1834.